# Tellaro (Lerici)
Tellaro is een plaats (frazione) in de Italiaanse gemeente Lerici.